# Dickens megye
Dickens megye az Amerikai Egyesült Államokban, azon belül Texas államban található. Megyeszékhelye Dickens, legnagyobb városa Spur. Lakosainak száma 1770 fő (2020. április 1.). Dickens megye Motley, King, Kent, Crosby, Garza, Floyd, Cottle és Stonewall megyékkel határos.

## Népesség
A megye népességének változása:
| Lakosok száma | 2762 | 2456 | 2408 | 2332 | 2291 | 2206 | 1770 |
|               | 2000 | 2010 | 2011 | 2012 | 2013 | 2015 | 2020 |